# Fianoniella rugipleuris
Fianoniella rugipleuris är en stekelart som beskrevs av Horstmann 1998. Fianoniella rugipleuris ingår i släktet Fianoniella och familjen brokparasitsteklar. Inga underarter finns listade i Catalogue of Life.